# Programator
Programator AB var ett svenskt IT-konsultföretag bildat 1964 av Lars Irstad och Per Lind. Företaget växte till det största IT-konsultföretaget i Sverige och blev uppköpt 1992 av Capgemini.  Leif Pilhage började på Programator i ett senare skede, se Gustav Sjöbloms intervju med Lars Irstad 2008..